# Aeranthes setipes
Aeranthes setipes är en orkidéart som beskrevs av Rudolf Schlechter. Aeranthes setipes ingår i släktet Aeranthes och familjen orkidéer. Inga underarter finns listade i Catalogue of Life.